# Randolph Bedford

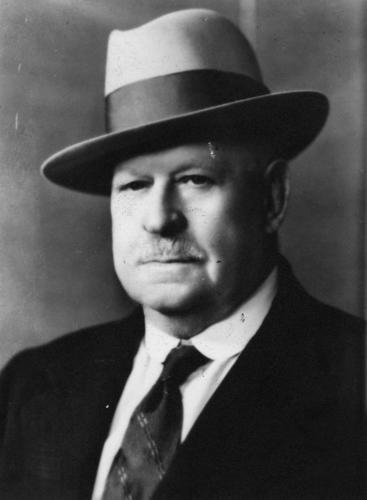
Randolph Bedford, 1930

Randolph Bedford (* 27. Juni 1868 in Sydney; † 7. Juli 1941) war ein australischer Schriftsteller.

## Leben
Nach dem Besuch der Grundschule in Sydney arbeitete er in verschiedenen Berufen, ab 1888 als Journalist. Ab 1891 war er als freischaffender Schriftsteller tätig. Er gab eine monatlich erscheinende Zeitschrift heraus. Von 1901 bis 1904 unternahm er Reisen durch Australien und Europa.
1917 wurde er Abgeordneter des Parlaments von Queensland.
Er schrieb Kurzgeschichten, Romane, Gedichte, Reiseberichte und ein autobiographisches Werk.

## Werke
- True Eyes and the Whirlwind, 1903
- The Poems of Randolph Bedford, 1904
- The Snare of Strength, 1905
- Billy Pagan, Mining Engineer, 1911
- The Bardoc Finn, in: Billy Pagan: Mining Engineer, 1911 (dt. Der Mann aus der Bardocschlucht, 2017; in Larrikin: Evelyns Entscheidung ... und andere australische Storys, Balladine Publishing, Hamburg 2017, ISBN 978-3-945035-22-1)
- Explorations in Civilization, 1916
- The Silver Star, 1917
- Aladdin and the Boss Cockie, 1919
- Naught to Thirty-Three, 1944